# Petr Hořava
Petr Hořava (* 1963 in Prostějov) ist ein tschechischer Physiker.

## Leben und Werk
Hořava wurde bekannt durch mehrere gemeinsam mit Edward Witten verfasste Aufsätze zur Stringtheorie und zur M-Theorie. Diese Artikel beschreiben eine Dualität zwischen zehndimensionalen Heterotischen E8xE8-Strings und 11-dimensionalen Strings. Weniger bekannt wurde Petr Hořava für seine Entdeckung der D-Branen, die unabhängig von ihm im Jahre 1989 Joseph Polchinski und weitere Physiker beschrieben. Er ist Professor für Physik an der Universität von Kalifornien in Berkeley, wo er an der Quantenfeldtheorie und Stringtheorie arbeitet. Hořava ist ebenfalls Mitglied der Theoretikergruppe am Lawrence Berkeley National Laboratory.
Im Jahre 2009 stellte Hořava eine Theorie der Quantengravitation vor, bei welcher der Raum von der Zeit bei  hohen Energiedichten getrennt ist.

## Schriften (Auswahl)
- Heterotic and Type I string dynamics from eleven dimensions. In. Nuclear Physics/B, Bd. 460 (1996), S. 506, ISSN 2405-6014 (zusammen mit Edward Witten).
- Eleven-dimensional supergravity on a manifold with boundary. In: Nuclear Physics/B, Bd. 475 (1996), S. 94 (zusammen mit Edward Witten).